# 新疆生产建设兵团第三师四十五团
新疆生产建设兵团第三师四十五团是中华人民共和国新疆生产建设兵团第三师下辖的一个团，与新疆维吾尔自治区图木舒克市前海镇实行“团镇合一”的管理体制。

## 行政区划
新疆生产建设兵团第三师四十五团下辖以下单位：
机关社区、第二社区、砂砖厂社区、一连、二连、三连、四连、五连、六连、八连、九连、十连、十二连、十三连、十四连、十五连、十六连、十七连、十八连、十九连、二十连、二十一连、二十二连、二十三连、二十四连和丰达公司。